# Reinhard Pappenberger
Reinhard Pappenberger, né le 30 juin 1958 à Grafenwöhr (Bavière, Allemagne), est un prélat catholique allemand, évêque auxiliaire de Ratisbonne depuis 2007.

## Biographie
Après des études de théologie et de philosophie catholique à l'Université de Ratisbonne, Reinhard Pappenberger est ordonné prêtre le 29 juin 1985 en l'église Saint-Blaise de Ratisbonne, par Mgr Manfred Müller. Par la suite, de 1985 à 1988, il exerce la charge d'aumônier de la paroisse Sainte-Marie de Sulzbach-Rosenberg, et de 1988 à 1990, dans la paroisse de Saint-Joseph de Weiden in der Oberpfalz. De 1990 à 1995, il est président du mouvement diocésain « Catholic Workers » et est parallèlement, jusqu'en 2005, vicaire de la paroisse Saint-Jean de Long Erling. En 2005, il est nommé ordinaire épiscopal du diocèse de Ratisbonne. Il est notamment responsable de la liturgie, de la musique religieuse, des mariages, de la pastorale, de la famille et de la jeunesse. Il est également aumônier du Conseil consultatif diocésain et représentant du Comité diocésain des clubs et des associations. En 2003, il est nommé chanoine du chapitre de la cathédrale du diocèse.
Le pape Benoît XVI le nomme évêque titulaire d'Aptuca (de) et évêque auxiliaire de Ratisbonne le 6 février 2007. Il est alors consacré le 25 mars 2007 par Mgr Gerhard Ludwig Müller, en la cathédrale Saint-Pierre de Ratisbonne. Ses co-consécrateurs sont Mgrs Wilhelm Schraml et František Radkovský (cs).